# Lucas do Rio Verde
Lucas do Rio Verde é um município brasileiro no interior do estado de Mato Grosso, Região Centro-Oeste do país. Pertence a microrregião de Alto Teles Pires e mesorregião do Norte Mato-grossense, distante 334 km a norte de Cuiabá, capital estadual. Localiza-se a uma latitude 13° 01' 59" sul e a uma longitude 55° 56' 38'' oeste, estando a uma altitude de 398 metros.  Sua população de acordo com dados do Censo Demográfico realizado pelo Instituto Brasileiro de Geografia e Estatística e de 83.798 habitantes, sendo assim o nono município mais populoso do estado de Mato Grosso e o 34º mais populoso da região Centro-Oeste do país. Destacou-se  ficando em segundo lugar entre as 50 cidades pequenas mais desenvolvidas do país, apontado pela Revista Exame no ano de 2016, a mesma revista indica que o município se encaixa na quinta colocação entre as melhores cidades do Brasil para se fazer negócios, feita pela consultoria Urban Systems que pontuou o município em 14,01 pontos, em uma escala que ia até 30.
Fruto da política de integração nacional do governo militar,  a obra de abertura da rodovia BR-163 feita pelo 9º Batalhão de Engenharia de Construção (BEC), na segunda metade da década de 1970, mobilizaram os primeiros colonizadores para esta região, mas somente após os anos de 1981, quando o Instituto Nacional de Colonização e Reforma Agrária (INCRA) começou a implantação do projeto de assentamento de 203 famílias de agricultores sem-terra oriundas de Encruzilhada Natalino, interior do município de Ronda Alta, no Rio Grande do Sul, que se formou a comunidade que deu origem ao município.
A sede municipal tem uma temperatura média anual de 27,7 °C e a vegetação varia entre Cerrado e Floresta Amazônica,  localizando-se, neste modo, numa área de transição. Com 93,19% da população vivendo na zona urbana, o município contava com 28 estabelecimentos de saúde em 2009, e o seu Índice de Desenvolvimento Humano (IDH-M) é de 0,768, considerando-se como alto, acima da média estadual, e ocupando a segunda colocação no ranking estadual.

## História
A colonização foi incentivada pelo regime militar que pretendia ocupar os "vazios demográficos do país". A cidade se originou através de um Projeto de Assentamento do INCRA. Vários colonos do sul do país foram assentados em lotes de 200 ha. Na segunda metade da década de 1970.
Lucas do Rio Verde é uma cidade que se desenvolveu muito rápido, pois até o final dos anos 1990 não era servida a rede de energia elétrica, possuía apenas motores geradores a óleo para o abastecimento da cidade.
Até o início dos anos 2000, a cidade era predominantemente sulista, mas com a divulgação do prodígio dos monocultores, pessoas de várias regiões do país migraram para a cidade, principalmente depois da chegada de empresas multinacionais.
O dia 5 de agosto de 1982 passou a ser comemorado a data de fundação da agrovila, ainda então pertencente ao município de Diamantino. Em 17 de março de 1986, o núcleo urbano foi elevado à condição de Distrito e no dia 4 de julho de 1988, quando a sua emancipação política-administrativa, já contava com 5.500 habitantes.
Pressionados pelas inúmeras dificuldade daquele período, muitos moradores desistiram de seus senhos e outros perderam terreno para a agricultura extensiva que começava a ocupar a vastidão do cerrado.
Três décadas depois da instalação, com acompanhamento do 9º BEC, às margens do Rio Verde, esta moderna e dinâmica cidade cujo nome rende uma homenagem a Francisco Lucas, antigo seringalista e desbravador da região, em nada lembra aquele vilarejo onde tudo era difícil e precário.

### Origem do nome

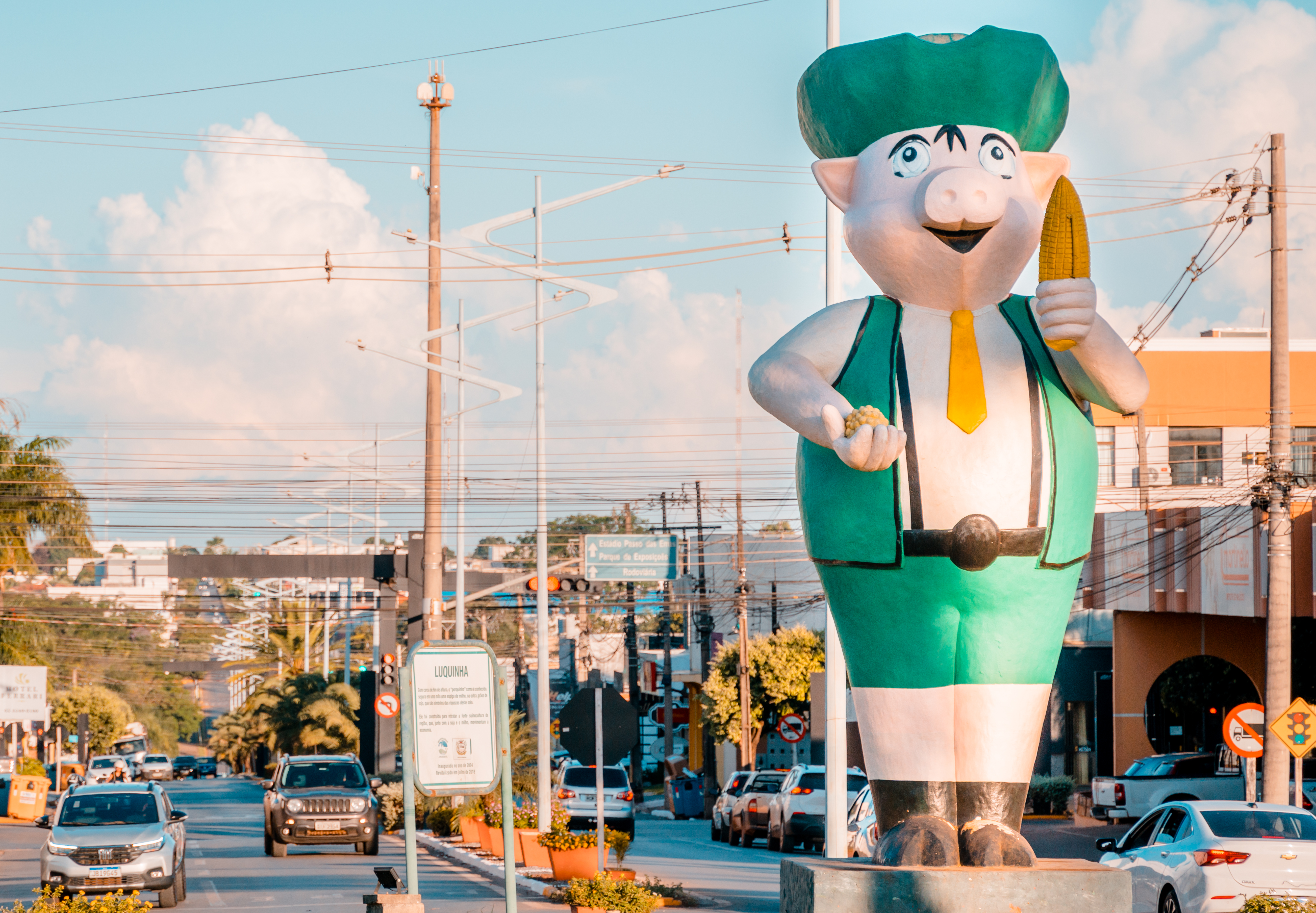
Luquinha - Símbolo da produção de milho, soja e também da criação de suínos.

A denominação é relacionada ao rio Verde, curso d’água que corta o território municipal, assim chamado pela cor esverdeada devido a sua profundeza, apresenta em homenagem a Francisco Lucas de Barros, um dos pioneiros e um dos únicos desbravadores  do médio norte mato-grossense e norte mato-grossense.
Francisco Lucas de Barros era um seringalista, que desbravava as regiões pouco habitadas do centro-oeste brasileiro, tendo a sua origem desconhecida.
Este homem, afeito à rudeza da selva, via na extração do látex sua motivação de vida. Profundo conhecedor da região, teve seu nome perpetuado pela história ao emprestá-lo ao município de Lucas do Rio Verde, que hoje é umas das principais cidades de Mato Grosso e uma das únicas que levam em seu nome a de seu pioneiro.

## Geografia
O município de Lucas do Rio Verde está localizado na mesorregião do Norte Mato-Grossense e microrregião de Alto Teles Pires, no estado de Mato Grosso, distante 334 km de Cuiabá, capital estadual, e 1 401 km de Brasília, capital federal. Ocupa uma área de 366,994 km², e se limita com os municípios de Nova Mutum a sul, Sorriso a leste, norte e Tapurah a oeste.
O relevo do município varia de trezentos e oitenta a quatrocentos metros de altitude acima do nível do mar, contendo uma depressão de aproximadamente dez metros ao leste do centro da cidade, onde se encontra uma área de preservação permanente, o Parque dos Buritis e o Lago Ernani José Machado, dividindo a cidade ao meio. A partir de alguns bairros é possível visualizar o panorama da cidade.
O principal rio que corta o município é o rio Verde, que origina o nome da cidade por possuir uma tonalidade esverdeada devido a sua profundidade, tendo a sua nascente a mais de 300 km, no município de Nobres, próximo ao Parque Estadual Águas do Cuiabá. Desemboca no Teles Pires, afluente do Rio Tapajós e por fim no Rio Amazonas. O rio Verde tem diversos fozes dentro do município, o principal é o Córrego Lucas que se estende por três bairros, entre eles o Centro.
O tipo de solo predominante é o latossolos vermelho-amarelo distrófico, que corresponde a aproximadamente oitenta por cento do território, contendo baixo teor de fósforo e pouca quantidade de água disponível às plantas. Possui também a areia quartzosa e solo hidromórfico, esses são os outros dois tipos de solos que podem ser encontrados na região, geralmente próximos a rios e córregos.
A vegetação nativa do município varia entre o Cerrado e a Floresta Amazônica, típico do médio norte mato-grossense, por conter o bioma amazônico, pertence a Amazônia Legal, uma área criado pelo governo brasileiro como forma de planejar e promover o desenvolvimento social e econômico dos estados da região amazônica, que historicamente compartilham os mesmos desafios econômicos, políticos e sociais.

### Clima
| Maiores acumulados de precipitação em 24 horas registrados em Lucas do Rio Verde por meses (ANA, 1974-presente) | Maiores acumulados de precipitação em 24 horas registrados em Lucas do Rio Verde por meses (ANA, 1974-presente) | Maiores acumulados de precipitação em 24 horas registrados em Lucas do Rio Verde por meses (ANA, 1974-presente) | Maiores acumulados de precipitação em 24 horas registrados em Lucas do Rio Verde por meses (ANA, 1974-presente) | Maiores acumulados de precipitação em 24 horas registrados em Lucas do Rio Verde por meses (ANA, 1974-presente) | Maiores acumulados de precipitação em 24 horas registrados em Lucas do Rio Verde por meses (ANA, 1974-presente) | Maiores acumulados de precipitação em 24 horas registrados em Lucas do Rio Verde por meses (ANA, 1974-presente) | Maiores acumulados de precipitação em 24 horas registrados em Lucas do Rio Verde por meses (ANA, 1974-presente) |
| Mês | Acumulado | Data | Ref | Mês | Acumulado | Data | Ref |
| --- | --- | --- | --- | --- | --- | --- | --- |
| Janeiro | 146,2 mm | 23 de janeiro de 1998                                                                                           | [ 24 ] | Julho | 10 mm | 7 de junho de 1975                                                                                              | [ 25 ] |
| Fevereiro | 109,5 mm | 20 de fevereiro de 2011                                                                                         | [ 26 ] | Agosto | 10,5 mm | 30 de agosto de 2002                                                                                            | [ 27 ] |
| Março | 92,2 mm | 21 de março de 1974                                                                                             | [ 28 ] | Setembro | 92,2 mm | 22 de setembro de 2009                                                                                          | [ 29 ] |
| Abril | 70 mm | 17 de abril de 1982                                                                                             | [ 30 ] | Outubro | 105 mm | 25 de outubro de 2006                                                                                           | [ 31 ] |
| Maio | 53,4 mm | 1 de maio de 1979                                                                                               | [ 32 ] | Novembro | 103,7 mm | 10 de novembro de 2008                                                                                          | [ 33 ] |
| Junho | 38,6 mm | 24 de junho de 1980                                                                                             | [ 34 ] | Dezembro | 130,1 mm | 24 de dezembro de 2011                                                                                          | [ 35 ] |

O clima de Lucas do Rio Verde é caracterizado como tropical de savana (do tipo Aw na classificação climática de Köppen-Geiger), com temperatura média anual de 27,7 °C e precipitação média de 2 071 milímetros (mm) anuais, concentrados entre os meses de outubro e março, sendo janeiro o mês de maior precipitação (349 mm) e agosto com o menor acumulo (3 mm).O tempo médio de insolação é de aproximadamente 1 500 horas anuais, com umidade relativa do ar de 81%. Na época da estação seca há registros de fumaça de queimadas em plantações de milho e em áreas de preservação permanente na região urbana do município, enquanto no período chuvoso podem ocorrer alagamentos localizados, principalmente nas áreas de depressão geográfica.
O verão possui os meses com as mais baixas temperaturas máximas medias, isso ocorre devido a grande nebulosidade que predomina, podendo haver grande quantidade de chuva em poucas horas, as tempestades com descargas elétricas e rajadas de vento também são comuns, a umidade são bastante elevadas, podendo chegar a níveis próximo cem por cento no período noturno, nas manhas podem ocorrer nevoeiro e neblina, as infestação de insetos nesse período aumenta devido ao fim do período de seca. O período de transição entre o verão e inverno, conhecido como primavera, é marcado com a redução das chuvas. De forma geral, o estado de Mato Grosso possui temperaturas elevadas durante todas as estações do ano, especialmente  no inverno com a falta de chuvas que duram meses, as tardes de julho, agosto e setembro podem registrar temperaturas muito altas, que variam de 35 °C a superiores de 40 °C, junto com a baixa umidade do ar, formam o período de seca. As noites e manhãs podem registrar temperaturas baixas, entre 10 °C e 15 °C, essa amplitude térmica é muito comum na região, por falta de nebulosidade devido a diversos bloqueios atmosféricos que atuam na região no inverno.
Segundo dados da Agência Nacional de Águas (ANA), desde 1974 o maior acumulado de precipitação (chuva) em 24 horas registrado em Lucas do Rio Verde foi de 146,2 mm em 23 de Janeiro de 1998. Outros grandes acumulados foram 130,1 mm em 24 de dezembro de 2011; 128,9 mm em 29 de dezembro de 2005; 121,5 mm em 31 de dezembro de 2009; 120 mm em 26 de janeiro de 2000; 109,5 mm em 20 de fevereiro de 2011; 105,4 mm em 4 de fevereiro de 1976;105 mm em 4 de Dezembro de 2007; 104 mm em 12 de março de 1983 e 8 de fevereiro de 1980; 103,7 mm em 10 de novembro de 2008; 101,2 mm em 2 de dezembro de 1974; 100,5 mm em 6 de fevereiro de 2011. Em fevereiro de 1980 foi registrado o maior volume de precipitação em um mês, de 661 mm.
| Dados climatológicos para Lucas do Rio Verde | Dados climatológicos para Lucas do Rio Verde | Dados climatológicos para Lucas do Rio Verde | Dados climatológicos para Lucas do Rio Verde | Dados climatológicos para Lucas do Rio Verde | Dados climatológicos para Lucas do Rio Verde | Dados climatológicos para Lucas do Rio Verde | Dados climatológicos para Lucas do Rio Verde | Dados climatológicos para Lucas do Rio Verde | Dados climatológicos para Lucas do Rio Verde | Dados climatológicos para Lucas do Rio Verde | Dados climatológicos para Lucas do Rio Verde | Dados climatológicos para Lucas do Rio Verde | Dados climatológicos para Lucas do Rio Verde |
| Mês                                          | Jan                                          | Fev                                          | Mar                                          | Abr                                          | Mai                                          | Jun                                          | Jul                                          | Ago                                          | Set                                          | Out                                          | Nov                                          | Dez                                          | Ano                                          |
| -------------------------------------------- | -------------------------------------------- | -------------------------------------------- | -------------------------------------------- | -------------------------------------------- | -------------------------------------------- | -------------------------------------------- | -------------------------------------------- | -------------------------------------------- | -------------------------------------------- | -------------------------------------------- | -------------------------------------------- | -------------------------------------------- | -------------------------------------------- |
| Temperatura máxima recorde (°C)              | 38,1                                         | 41,6                                         | 35,9                                         | 39,0                                         | 39,2                                         | 38,0                                         | 39,5                                         | 41,5                                         | 43,6                                         | 41,0                                         | 40,3                                         | 39,2                                         | 43,6                                         |
| Temperatura máxima média (°C)                | 30,6                                         | 30,7                                         | 31,7                                         | 31,4                                         | 31,5                                         | 31,7                                         | 32,9                                         | 32,9                                         | 33,7                                         | 32,7                                         | 31,1                                         | 31,6                                         | 31,0                                         |
| Temperatura média compensada (°C)            | 28,5                                         | 28,5                                         | 28,5                                         | 28,0                                         | 26,5                                         | 25,5                                         | 25,0                                         | 27,0                                         | 28,5                                         | 29,5                                         | 29,0                                         | 28,5                                         | 27,7                                         |
| Temperatura mínima média (°C)                | 24,0                                         | 24,3                                         | 24,1                                         | 23,6                                         | 21,1                                         | 19,6                                         | 18,0                                         | 20,5                                         | 22,6                                         | 24,6                                         | 24,9                                         | 24,0                                         | 22,5                                         |
| Temperatura mínima recorde (°C)              | 15,9                                         | 18,0                                         | 13,2                                         | 14,2                                         | 10,8                                         | 7,9                                          | 6,0                                          | 8,0                                          | 12,0                                         | 17,0                                         | 15,0                                         | 17,9                                         | 6,0                                          |
| Precipitação (mm)                            | 349,0                                        | 340,7                                        | 378,4                                        | 139,5                                        | 37,0                                         | 16,0                                         | 4,3                                          | 3,1                                          | 67,4                                         | 176,8                                        | 246,5                                        | 312,8                                        | 2 079,6                                      |
| Umidade relativa compensada (%)              | 81,3                                         | 87                                           | 86,6                                         | 83,2                                         | 81,8                                         | 78,6                                         | 73,5                                         | 72,6                                         | 75,1                                         | 71,5                                         | 85,4                                         | 84,6                                         | 81,2                                         |
| Insolação (h)                                | 131                                          | 128                                          | 125                                          | 122                                          | 119                                          | 118                                          | 119                                          | 121                                          | 124                                          | 127                                          | 131                                          | 132                                          | 1 497                                        |
| Fonte: Foreca/MSN                            |                                              |                                              |                                              |                                              |                                              |                                              |                                              |                                              |                                              |                                              |                                              |                                              |                                              |

### Subdivisões
Lista de bairros e loteamentos do município.

#### Bairros
1. Pioneiro
2. Centro
3. Menino Deus
4. Cidade Nova
5. Jardim Alvorada
6. Rio Verde
7. Jardim das Palmeiras
8. Industrial
9. Bandeirantes
10. Jardim Imperial
11. Parque das Emas
12. Veneza[56]
13. Jardim Cerrado
14. Tessele Junior
15. Parque das Araras
16. Jardim Amazônia
17. Parque das Américas
18. Parque dos Buritis
19. Jaime Seiti Fujii[57]
20. Jardim Europa
21. Residencial Ipê Branco[57]

#### Loteamentos
1. Loteamento Jardim Primaveras
2. Loteamento Jardim Primaveras II
3. Loteamento Vida Nova[57]
4. Loteamento Reserva da Mata
5. Loteamento Industrial V

## Demografia

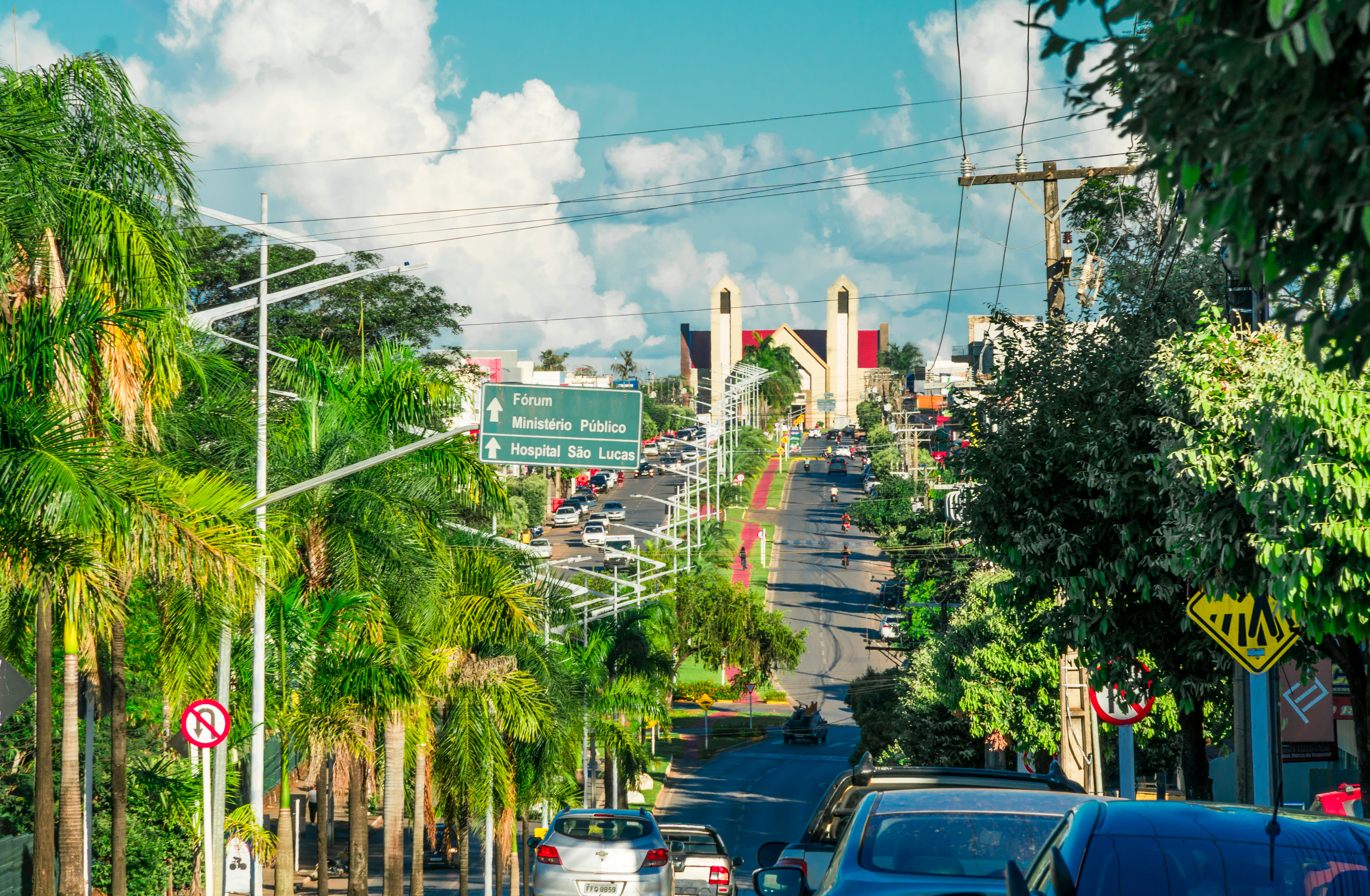
Avenida Mato Grosso, uma das principais vias da Cidade em 2023.

A população de Lucas do Rio Verde no censo demográfico de 2010 era de 45 556 habitantes, sendo o oitavo município mais populoso de Mato Grosso, apresentando uma densidade populacional de 16,31 hab./km². Desse total, 42 455 habitantes viviam na zona urbana (93,19%) e 3 101 na zona rural (6,81%). Ao mesmo tempo, 24 016 eram do sexo masculino (52,72%) e 21 540 do sexo feminino (47,28%), tendo uma razão de sexo de 111,49. Quanto à faixa etária, 11 539 habitantes tinham menos de 15 anos (25,33%), 33 010 entre 15 e 64 anos (72,46%) e 1 007 possuíam 65 anos ou mais (2,21%). Ainda segundo o mesmo censo, a população era formada por 24 618 brancos (54,04%), 18 221 pardos (40,00%), 2 305 pretos (5,06%) e 401 amarelos (0,88%).
Levando-se em conta a nacionalidade da população, 45 467 habitantes eram brasileiros natos (99,81%) e quarenta e sete  eram estrangeiros (0,10%). Em relação à região de nascimento, 19 671 no Centro-Oeste (43,18%), 15 438 no Sul (33,89%), 6 982 eram nascidos na Região Nordeste (15,33%), 2 224 no Sudeste (4,88%) e 744 no Norte (1,63%) e além de 408 sem especificação (0,90%). 17 137 habitantes eram naturais de Mato Grosso (37,62%) e, desse total, 7 458 nascidos em Lucas do Rio Verde (16,37%). Entre os naturais de outras unidades da federação, havia 8 037 paranaenses (17,64%), 4 632 gaúchos (10,17%), 3 385 maranhenses (7,43%), 2 768 catarinenses (6,08%), 2 050 sul-matogrossenses (4,50%), 1 478 pernanbucanos (3,25%), 1 385 paulistanos (3,04%), 718 piauienses (1,58%), 586 mineiros (1,29%), 542 paraibanos (1,19%), 447 goianos (0,98%), 433 bahianos (0,95%), 389 paraenses (0,85%), 161 capixabas (0,35%) e 108 rondoniense (0,24%). Para 2018, a estimativa populacional é de 63 411 habitantes.
O Índice de Desenvolvimento Humano (IDH-M) do município é considerado alto, de acordo com dados do Programa das Nações Unidas para o Desenvolvimento. Segundo dados do relatório de 2010, divulgados em 2013, seu valor era de 0,768, sendo o segundo maior de Mato Grosso (PNUD) e o 249 º do Brasil. Considerando-se apenas o índice de longevidade, seu valor é de 0,833, o valor do índice de renda é de 0,766 e o de educação é de 0,710. No período de 2000 a 2010, o índice de Gini reduziu de 0,53 para 0,46 e a proporção de pessoas com renda domiciliar per capita de até R$ 140 passou de 4,47% para 2,64%, apresentando uma queda de 56,33%. Em 2010, 95,3% da população vivia acima da linha de pobreza, 3,6% entre as linhas de indigência e de pobreza e 1,1% abaixo da linha de indigência. No mesmo ano, os 20% mais ricos eram responsáveis por 51,4% no rendimento total municipal, dez vezes superior à dos 20% mais pobres, que era de apenas 4,9%.
Evolução demográfica de Lucas do Rio Verde

### Religião
Conforme divisão oficial da Igreja Católica, Lucas do Rio Verde está inserido na Diocese de Diamantino. A paróquia de Lucas do Rio Verde, cuja padroeira é Nossa Senhora do Rosário de Fátima, foi criada em 1982 e abrange geograficamente a cidade de Lucas do Rio Verde, o distrito de Groslândia e outras doze agrovilas, dividindo-se em 20 comunidades, 6 delas localizadas em zona urbana e quatorze em áreas rurais. No censo de 2010 o catolicismo romano era a religião da maioria da população, com 29 157 adeptos, ou 70,7% dos habitantes.
Lucas do Rio Verde também possui alguns credos protestantes ou reformados. Em 2010, 11 760 habitantes se declararam evangélicos (14,67%), sendo que 6 683 pertenciam às evangélicas de origem pentecostal (3,23%), 3 482 às evangélicas de missão (7,64%) e 1 595 a igrejas evangélicas não determinadas (3,50%). Das igrejas evangélicas pentecostais, 3 346 pertenciam à Assembleia de Deus (7,35%), 613 à Igreja do Evangelho Quadrangular (1,35%), 521 à Congregação Cristã no Brasil (1,14%), 250 à Igreja Deus é Amor e 1 470 a outras igrejas pentecostais. Em relação às evangélicas de missão, 1 563 eram batistas (3,43%), 762 luteranos (1,67%), 698 adventistas (1,53%), 357 presbiterianos (0,78%) e 52 congregacionais (0,11%).
Além do catolicismo romano e do protestantismo, também existiam 329 espíritas (0,72%), 79 testemunhas de Jeová (0,17%), 23 esotéricos (0,05%) e seis budistas (0,01%). Outros 3 237 não tinham religião (7,10%) e 51 se declaravam ateus (0,11%); 259 pertenciam a outras religiosidades cristãs (0,57%) e 67 não souberam (0,15%).

## Política
O poder executivo do município de Lucas do Rio Verde é representado pelo prefeito, auxiliado pelo seu gabinete de secretários, em conformidade ao modelo proposto pela Constituição Federal. É eleito pelo voto direto para um mandato de quatro anos, podendo ser reeleito para um segundo mandato consecutivo. O primeiro chefe do executivo municipal foi Werner Haroldo Kothrade, em 1988, e o atual é Miguel Vaz (Republicano), eleito nas eleições municipais de 2024 com 74,96% dos votos válidos, tendo como vice-prefeito Joci Piccini (União Brasil).
O poder legislativo é constituído pela Câmara Municipal, formada por dez vereadores eleitos para mandatos de quatro anos. Na atual legislatura, iniciada em 2025, é composta por três cadeiras do Republicano (Republicano), dois do União Brasil (UNIÃO), dois do Partido Renovação Democrática (PRD), uma do Partido Liberal (PL) e uma do Movimento Democratico Brasileiro (MDB). Cabe à casa elaborar e votar leis fundamentais à administração e ao executivo, especialmente o orçamento municipal (conhecido como Lei de Diretrizes Orçamentárias).
Em complementação ao processo legislativo e ao trabalho das secretarias, existem também alguns conselhos municipais em atividade: Direito da Criança e do Adolescente, Direitos do Idoso, Segurança e Antidrogas, Cultura, Habitação, Educação, Saúde, das Mulheres, Cidade e Tutelar. Lucas do Rio Verde se rege pela sua lei orgânica, promulgada em 17 de outubro de 2005, e abriga uma comarca do poder judiciário estadual, de segunda entrância. De acordo com o Tribunal Superior Eleitoral, Lucas do Rio Verde possuía, em março de 2020, 46 133 eleitores, o que representa 2,088% do eleitorado de Mato Grosso.

## Economia

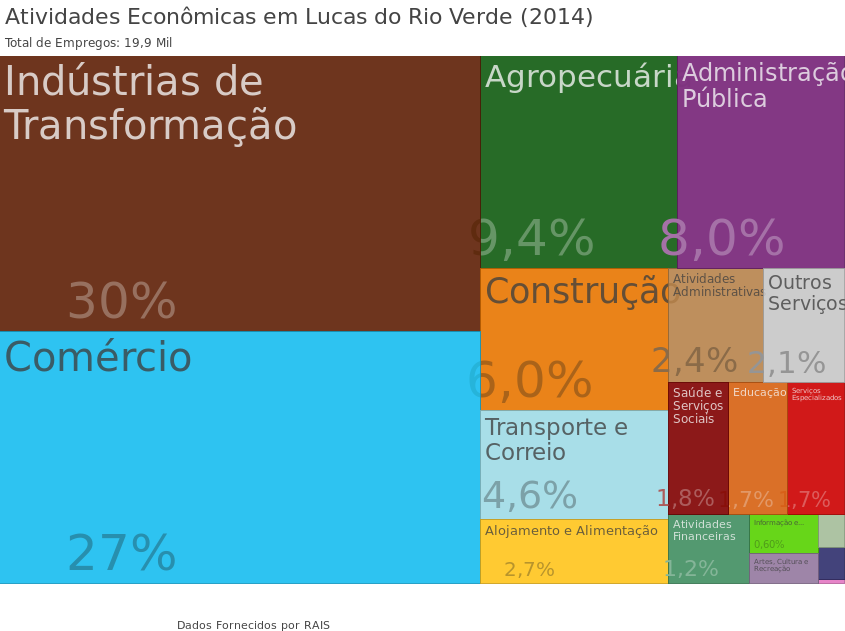
Atividade econômica de Lucas do Rio Verde em 2014.

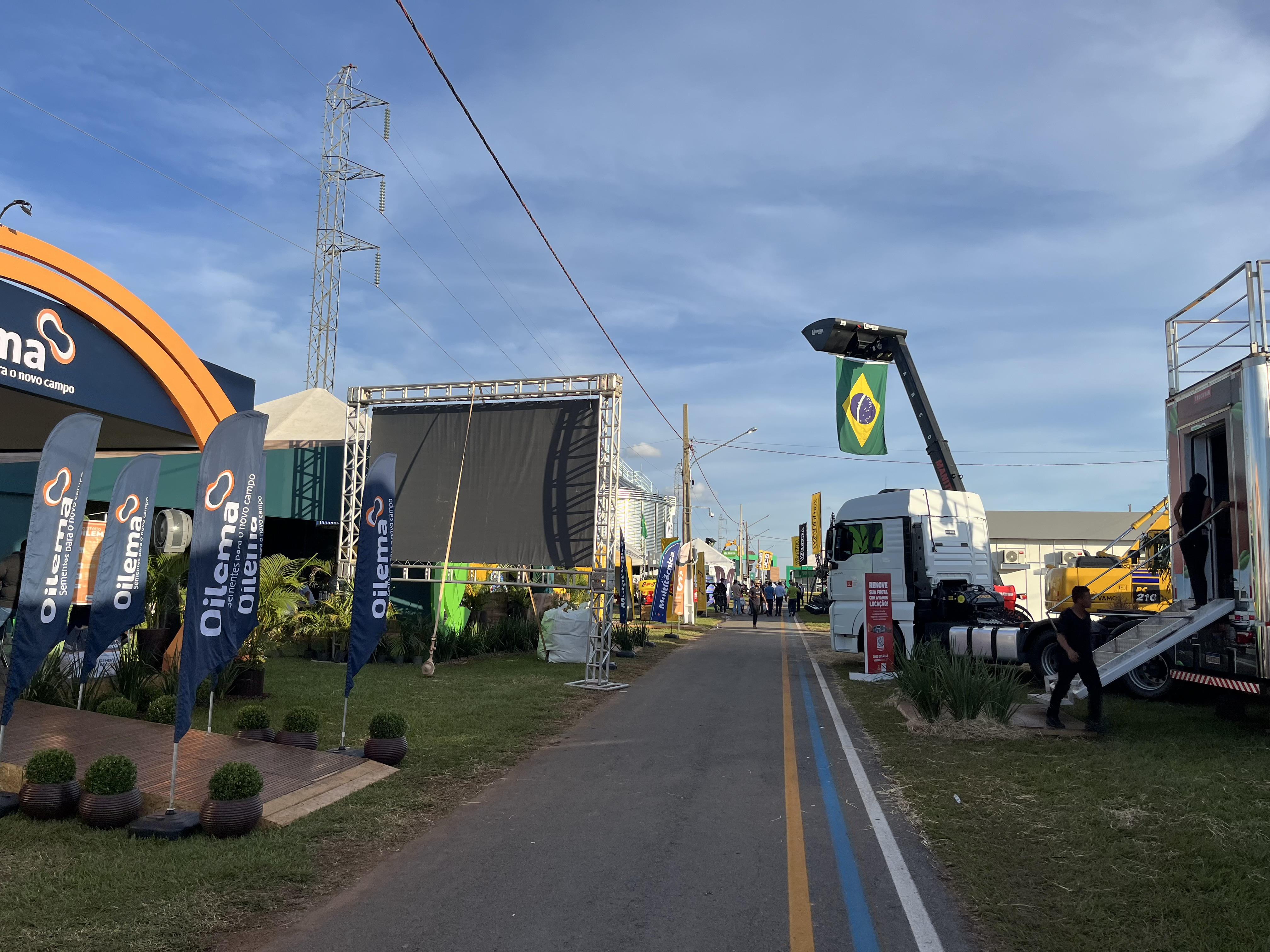
Edição do Show Safra em 2024.

Em 2016, o Produto Interno Bruto do município era de R$ 3 697 053 mil reais, dos quais R$ 1 524 281 mil do setor terciário; R$ 351 736 mil da administração, saúde e educação e seguridade social; R$ 381 406 mil de impostos sobre produtos líquidos de subsídios a preços correntes; R$ 793 209 mil da indústria e R$ 646 419 mil do setor primário. O PIB per capita é de R$ 62 202.
Segundo o IBGE, em 2014 o município possuía um rebanho de 4 431 446 galináceos (frangos, galinhas, galos e pintinhos),  124 948 suínos, 17 583 bovinos, 1 614 ovinos, 326 equinos e cinquenta e sete caprinos . Na lavoura temporária de 2014 foram produzidos milho (765 600 t), soja (718 903 t), algodão (78 986 t), feijão (18 930 t), sorgo (6 600 t), arroz (3 540 t), tomate (2 100 t), mandioca (1 400 t), melancia (750 t), girassol (225 t) e melão (8 t) e na lavoura permanente coco-da-baía (sessenta mil frutos), borracha (200 t), limão (96 t), banana (75 t) e tangerina (40 t). Ainda no mesmo ano o município também produziu 1 550 mil leite de litros de 926 vacas ordenhadas; 6 624 dúzias de ovos de galinha e 4 100 quilos de mel de abelha.

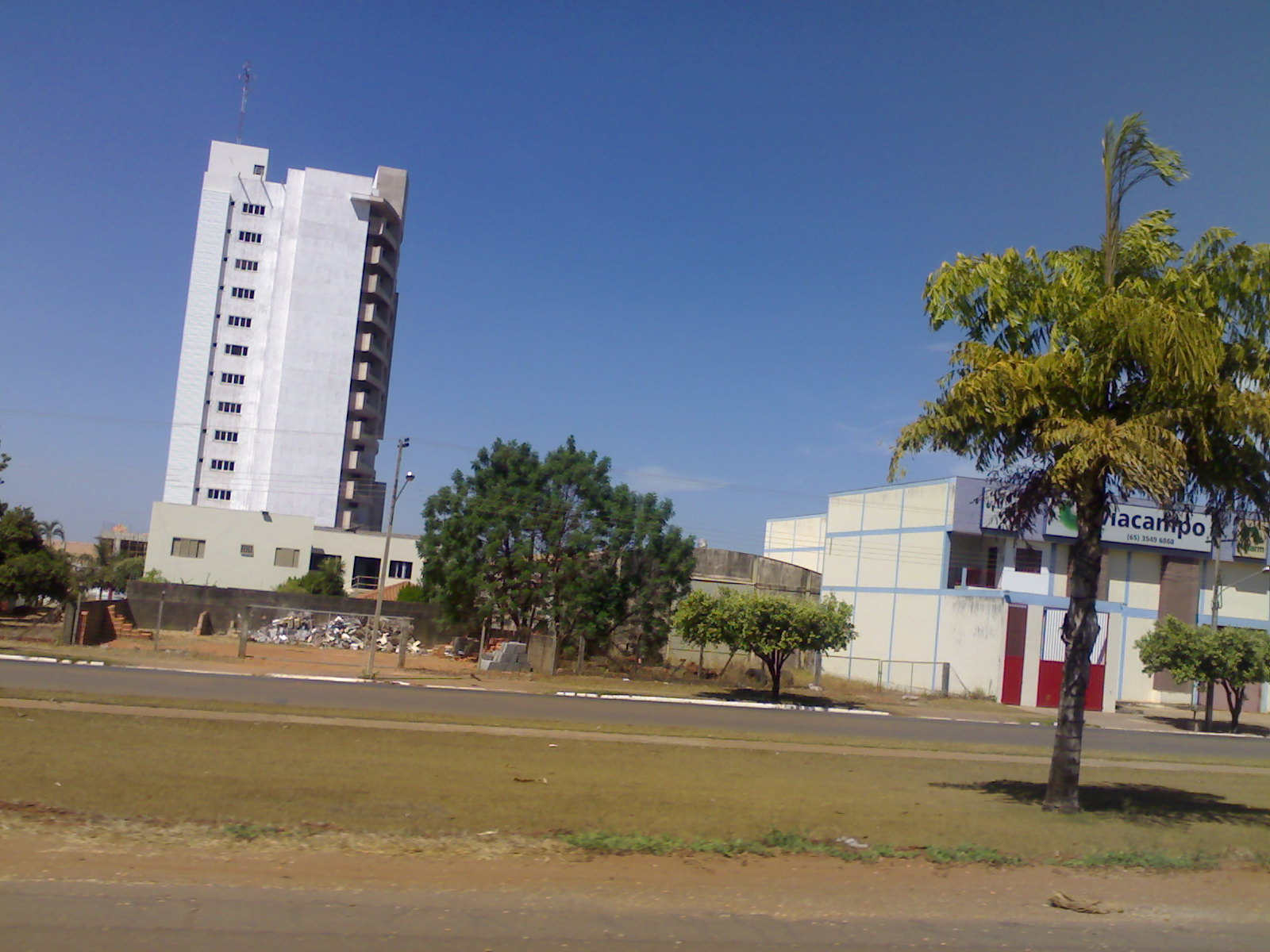
Edifício em construção no centro de Lucas do Rio Verde.

Em 2010, considerando-se a população municipal com idade igual ou superior a dezoito anos, 78,9% eram economicamente ativas ocupadas, 16,2% inativas e 4,9% ativas desocupadas. Ainda no mesmo ano, levando-se em conta a população ativa ocupada na mesma faixa etária, 37,19% trabalhavam no setor de serviços, 17,80% em indústrias de transformação, 16,77% no comércio, 12,82% na agropecuária, 8,80% na construção civil e 0,41% na utilidade pública. Conforme a Estatística do Cadastral de Empresas de 2014, o município possuía, no ano de 2014, 2 387 unidades locais, 2 305 delas atuantes. Salários juntamente com outras remunerações somavam 498 623 mil reais e o salário médio mensal de todo o município era de 2,8 salários mínimos.

## Infraestrutura

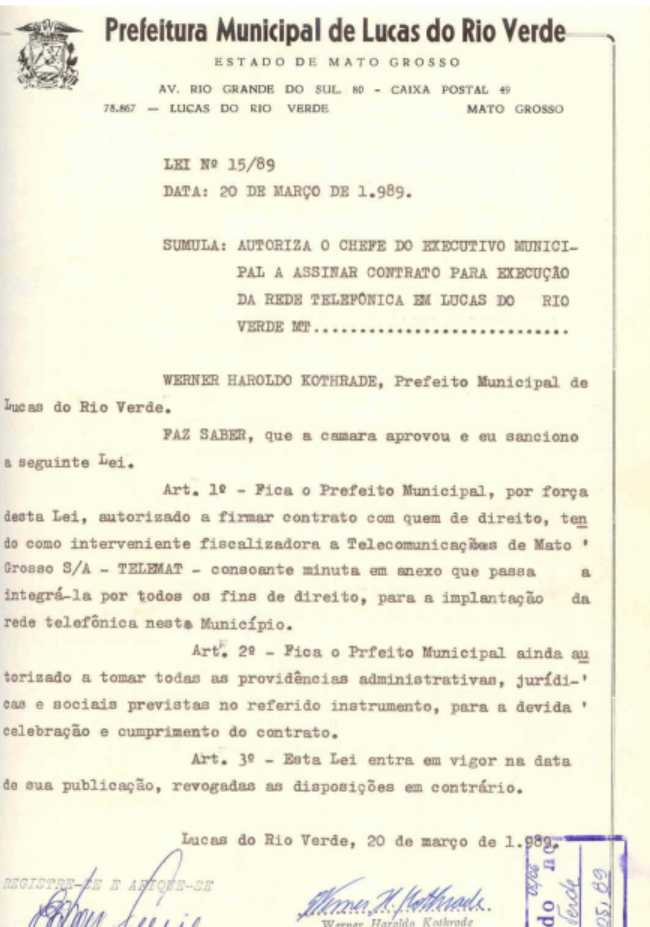
Lei 15/89 que autoriza o chefe executivo municipal a assinar contrato para a execução da rede telefônica no município, datada em 20 de março de 1989.

O município possuía, em 2010, 13 769 domicílios, sendo 12 921 na zona urbana (93,84%) e 848 na zona rural (6,16%). Desse total, 6246 eram próprios (45,36%), dos quais 5033 já quitados (36,55%) e 1213 em processo de aquisição (8,81%); 6220 alugados (45,17%) e 1270 cedidos (9,22%), sendo 737 por empregador (5,35%) e 533 de outra maneira (3,87%). Outros trinta e três eram ocupados sob outras condições (0,24%).
O serviço de abastecimento de água é feito pelo Serviço Autônomo de Água e Esgoto de Lucas do Rio Verde (SAAE). Em 2010, 12 567 domicílios eram abastecidos pela rede geral (91,27%); 1 148 através de poços ou nascentes (8,34%); 12 por meio de rio(s), açude(s), lago(s) e/ou igarapé(s) (0,09%); um a partir da água da chuva (0,01%), um de carro-pipa (0,019%) e três de outras maneiras (0,02%). A empresa responsável pelo fornecimento de energia elétrica é o Grupo Energisa. A voltagem nominal da rede é de 127 volts. Do total de domicílios, 13 756 tinham eletricidade (99,91%), dos quais 13 633 da companhia distribuidora (99,01%) e 123 de outra(s) fonte(s) (0,89%) e treze não possuíam (0,09%). O lixo era coletado em 12 912 domicílios (93,78%), 12 765 por meio de serviço de limpeza (92,71%) e cento e quarenta e sete por meio de caçambas (1,07%). Todo o lixo produzido no município é destinado ao Ecoponto Municipal, para a separação e destinação correta; Lucas do Rio Verde é a primeira de Mato Grosso e a terceira do Brasil a possuir coleta cem por cento mecanizada, modelo adotado pelo município começou a ser instituído em 2013, com o Plano Municipal de Resíduos Sólidos, conforme determina a Política Nacional de Resíduos Sólidos.
O código de área (DDD) de Lucas do Rio Verde é 065 e o Código de Endereçamento Postal (CEP) é 78455-000. Em 2016, Lucas do Rio Verde possuía três jornais, três revistas em circulação e três emissoras de rádio, uma em modulação em amplitude (AM) e duas em frequência (FM). São elas Rádio Atitude AM 670; a Alternativa FM 104,9 e Regional FM 102,3. No dia 8 de janeiro de 2009 o município passou a ser servido pela portabilidade, juntamente com outras cidades de DDDs 065 e estados de São Paulo  (DDD 18), Rio Grande do Sul (51 e 55), Tocantins (63) e Amazonas (92 e 97). Conforme dados do censo de 2010, 10 471 domicílios tinham somente telefone celular (76,16%), 2 808 possuíam celular e fixo (20,43%) e 101 apenas telefone fixo (0,74%). Desde 2016, Lucas do Rio Verde passou a contar com o sinal digital da TV Centro América Norte afiliada da Rede Globo, sediada em Sinop, que passa a ser geradora de conteúdo, além, existem três com sede própria no município. São elas TV Conquista, afiliada da Rede Record; TV Rio Verde, afiliada do SBT e TV Lucas, afiliada da RedeTV!..

### Saúde

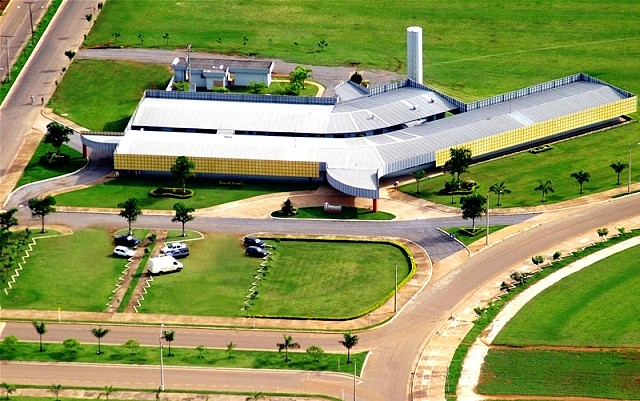
vista aérea do Hospital São Lucas.

A rede de saúde Lucas do Rio Verde possuía, em 2009, 28 estabelecimentos (15 públicos e treze privados ), sendo que 3 deles prestavam atendimento ao Sistema Único de Saúde (SUS), com um total de 38 leitos para internação (19 público e dezenove  particulares). Em dezembro de 2009 , a rede profissional de saúde do município era constituída por 89 médicos, 35 técnicos de enfermagem, 20 cirurgiões-dentistas, 16 enfermeiros e farmacêuticos, 12 auxiliares de enfermagem, dez fisioterapeutas, quatro fonoaudiólogos e psicólogos, três assistentes sociais e nutricionistas, totalizando 212 profissionais.
No mesmo ano, a expectativa de vida ao nascer era de 74,9 anos, a taxa de mortalidade infantil de 20,4 por mil nascimentos e a taxa de fecundidade de 2,0 filhos por mulher. Segundo dados do Ministério da Saúde, 71 casos de AIDS foram registrados no município entre 1990 e 2012 e, de 2001 a 2011, foram notificados 2 252 casos de dengue, 547 de leishmaniose e um de malária. Em 2014, 99,6% das crianças menores de um ano de idade estavam com a carteira de vacinação em dia e, dentre as crianças menores de dois anos foram pesadas pelo Programa Saúde da Família (PSF), 0,87% estavam desnutridas.
O município conta hoje com apenas um hospital, sendo ele filantrópico, administrado pela Fundação Luverdense de Saúde, inaugurado em 2003 com uma área de 2 508,16 m². Atualmente ele está em fase de ampliação, a previsão de inauguração é para o segundo semestre de 2016. Quando inaugurado ira contar com novos 22 leitos para maternidade, 9 UTIs pediátricas,  doze UTIs adultas e seis salas cirúrgicas. O novo bloco tem 1.815,86 m² no piso térreo e 1.486,23 m² no piso superior, totalizando uma área de 5.810,19 m² entre o novo e o velho bloco, após ser concluída a nova área, o antigo bloco passara por uma reforma estrutural. O projeto tem como objetivo transformar o Hospital São Lucas em uma unidade referente na região médio norte mato-grossense. Ainda no município, está sendo construído uma Unidade de Pronto Atendimento (UPA) 24h, próximo ao hospital, que contara com serviços prestados por um clínico geral e pediatra, sala de acolhimento com uso do protocolo de Manchester, salas de observações, sala de emergência, raio X e sala de apoio policial.

### Educação
| 2005 | 4,4 | 4   |
| 2007 | 4,9 | 4,4 |
| 2009 | 5,8 | 4,5 |
| 2011 | 6,1 | 5   |
| 2013 | 6,3 | 5,1 |
| 2015 | 6,4 | 5,2 |
| 2017 | 6,5 | 5,4 |

O fator "educação" do IDH no município atingiu em 2010 a marca de 0,710, ao passo que a taxa de alfabetização da população acima dos dez anos indicada pelo último censo demográfico do mesmo ano foi de 96,9% (97% para os homens e 96,8% para as mulheres). As taxas de conclusão dos ensinos fundamental (15 a 17 anos) e médio (18 a 24 anos) era de 54,4% e 40,4%, respectivamente, e o percentual de alfabetização da população entre 15 e 24 anos de 95,7%.
Ainda em 2010, o município possuía uma expectativa de anos de estudos de 10,21 anos, valor superior à média estadual (9,29 anos). O percentual de crianças de cinco a seis anos na escola e de onze a treze anos cursando o fundamental era de 75,9%. Entre os jovens, a proporção na faixa de quinze a dezessete anos com fundamental completo era de 69,2% e de 18 a 24 anos com ensino médio completo de 48,6%. Considerando-se apenas a população com idade maior ou igual a 25 anos, 62,36% tinham ensino fundamental completo,  43% o médio completo, 4,3% eram analfabetos e 10,7% possuíam superior completo. Em 2014, a distorção idade-série entre alunos do ensino fundamental, ou seja, com idade superior à recomendada, era de 5% para os anos iniciais e 12,8% nos anos finais, sendo essa defasagem no ensino médio de 21,5%.
Em 2017 Lucas do Rio Verde possuía uma rede de 18 escolas de ensino fundamental (com 386 docentes e 9 106 alunos matriculados), 14 do pré-escolar (100 docentes e 2 113 alunos matriculados) e sete de ensino médio (157 docentes e 2 275 alunos matriculados). Entre as instituições de ensino superior que possuem campus no município estão o Centro Universitário La Salle e o Instituto Federal de Mato Grosso (IFMT).
No ano de 2015 o não governamental Instituto Alfa e Beto, destacou que Lucas do Rio Verde tem a melhor educação municipal da região Centro-Oste e está entre as quatro melhores de todo o país. O instituto utiliza como base os resultados obtidos na Prova Brasil, exame do governo federal que avalia estudantes ao final dos anos iniciais e anos finais do ensino fundamental e que influenciam na formação do Índice de Desenvolvimento da Educação Básica (IDEB).
Lucas do Rio Verde possui excelentes escolas particulares, como a PIAGET, que ficou em primeiro lugar no ENEM 2018 na região mato-grossense.

### Criminalidade e segurança pública

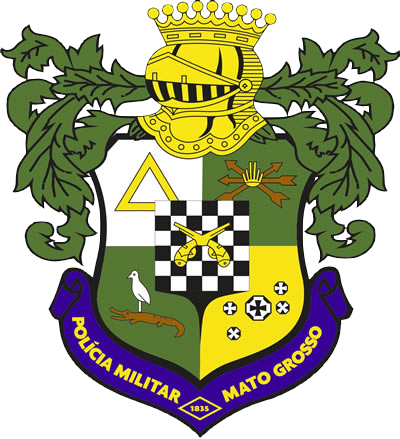
Brasão da Polícia Militar do Estado de Mato Grosso.

A provisão de segurança pública de Lucas do Rio Verde é dada por diversos organismos. A Prefeitura mantém uma Guarda Municipal, que foi criada em 1999 tem por finalidade a organização e fiscalização do Trânsito Municipal, bem como, proteção dos bens, serviços e instalações municipais, e, mediante convênio, a colaboração com as Polícias Civil e Militar
Estaduais. O Conselho Municipal de Segurança Publica (CONSEG) se responsabiliza por ações preventivas, assistenciais, recuperativas e de socorro em situações de risco público e foi criado em 1997. A Polícia Militar, uma força estadual, é a responsável pelo policiamento ostensivo, o patrulhamento bancário, ambiental, prisional, escolar e de eventos especiais, além de realizar ações de integração social. O município faz parte da 13ª Batalhão da Polícia Militar e sedia o 14º Comando Regional, que responde pela segurança pública de 13 municípios do médio norte mato-grossense,  com um efetivo de 63 homens dentro do município. Já a Polícia Civil tem o objetivo de combater e apurar as ocorrências de crimes e infrações.
Segundo o Mapa da Violência de 2014, com dados relativos a 2012, divulgados pelo Instituto Sangari, dos municípios com mais de vinte mil habitantes, a taxa de homicídios no município foi de 20,2 para cada 100 mil habitantes, ficando na 1151ª posição a nível nacional. O índice de suicídios naquele ano para cada 100 mil habitantes era de 0,0, sendo o 1322° a nível nacional. Já em relação à taxa de óbitos por acidentes de trânsito, o índice foi de 32,3 para cada grupo de 100 mil habitantes, 421° a nível nacional.

### Transporte
A frota municipal no ano de 2018 era de 15 016 automóveis, 11 241 motocicletas, 6 593 motonetas, 5 426 caminhonetes, 1 971 caminhões,  1 539 caminhões-trator, 1 037 camionetas, 476 utilitários, 177 ônibus, 68 micro-ônibus, além de 3 774 em outras categorias, totalizando 47 328 veículos. Há ainda transporte público. Em 2016 uma empresas faziam o Serviço de Transporte Coletivo Urbano, que possuía 17 veículos em operação. Não havia linhas que atendem a zona rural.,
No transporte rodoviário, Lucas do Rio Verde possui um terminal rodoviário e é cortado por uma rodovia federal: a BR-163, rodovia longitudinal que faz a ligação entre Cuiabá, capital estadual, e Santarém, no Pará, além da MT-449, rodovia estadual que interliga Lucas do Rio Verde a outros municípios do norte mato-grossense.
No transporte aéreo, Lucas do Rio Verde conta com o Aeroporto Bom Futuro (IATA: LVR - ICAO: SILC) é localizado a cerca de 3,75 km  do Centro, conta com voos diários para a capital, Cuiabá e o município de Juara feitos pela Asta Linhas Aéreas. Conta com uma pista de aproximadamente 1 300 metros, tendo a capacidade de receber aeronaves de pequeno e médio porte.
No ciclismo, a cidade é um exemplo para muitas no Brasil, possui ciclovias e ciclofaixas em suas principais ruas e avenidas, são 59 km dentro do perímetro urbano e outros 9 km em áreas rurais, totalizando 68 km em todo o município, sendo assim a maior ciclovia de todo o Mato Grosso.

## Cultura e Lazer

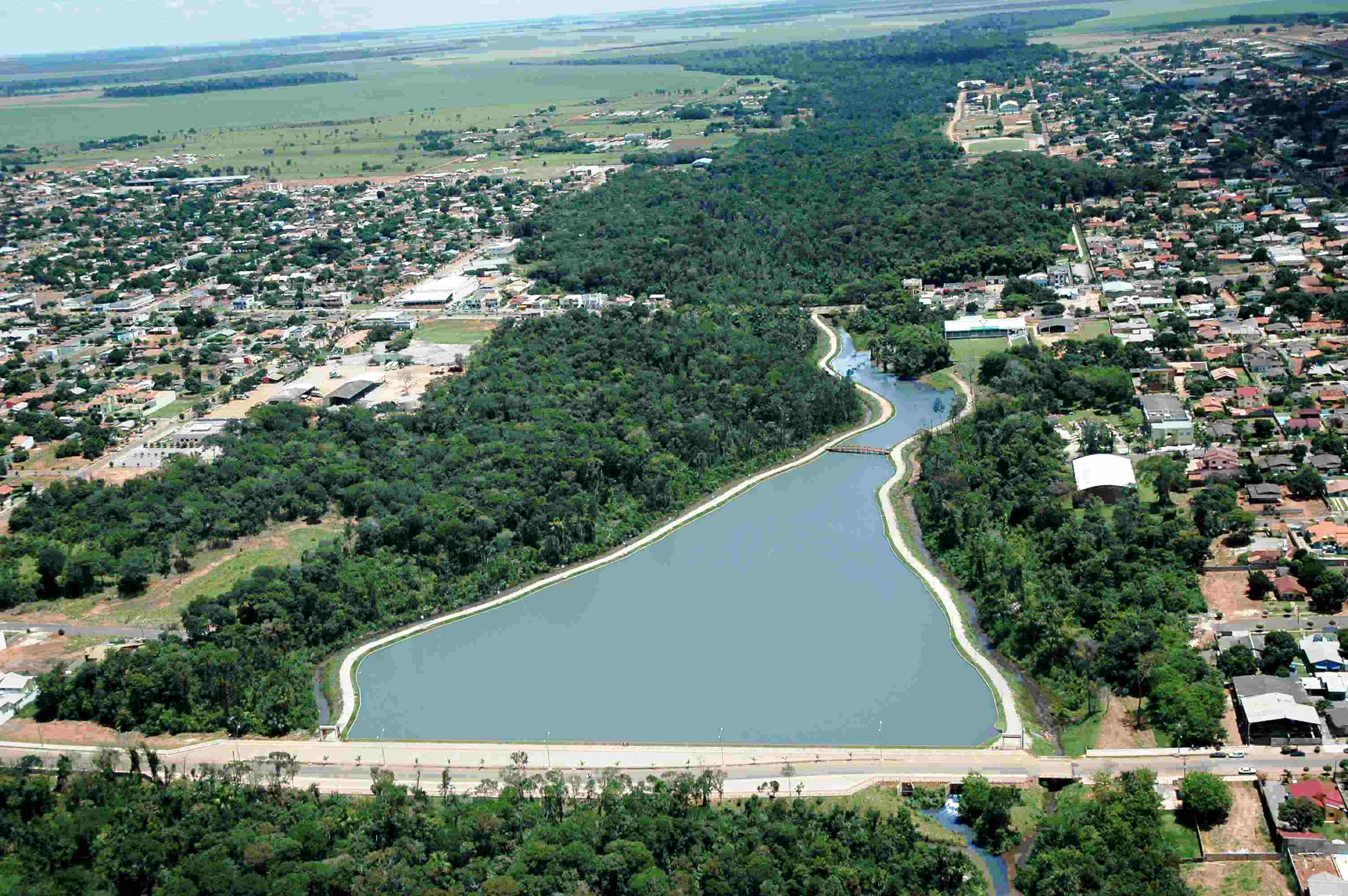
Lago Ernani José Machado em 2009.

A Secretaria Municipal de Cultura e Turismo  é o órgão da prefeitura responsável pela educação e pela área cultural e turística do município de Lucas do Rio Verde, cabendo a ela organização de atividades e projetos culturais.

### Esportes

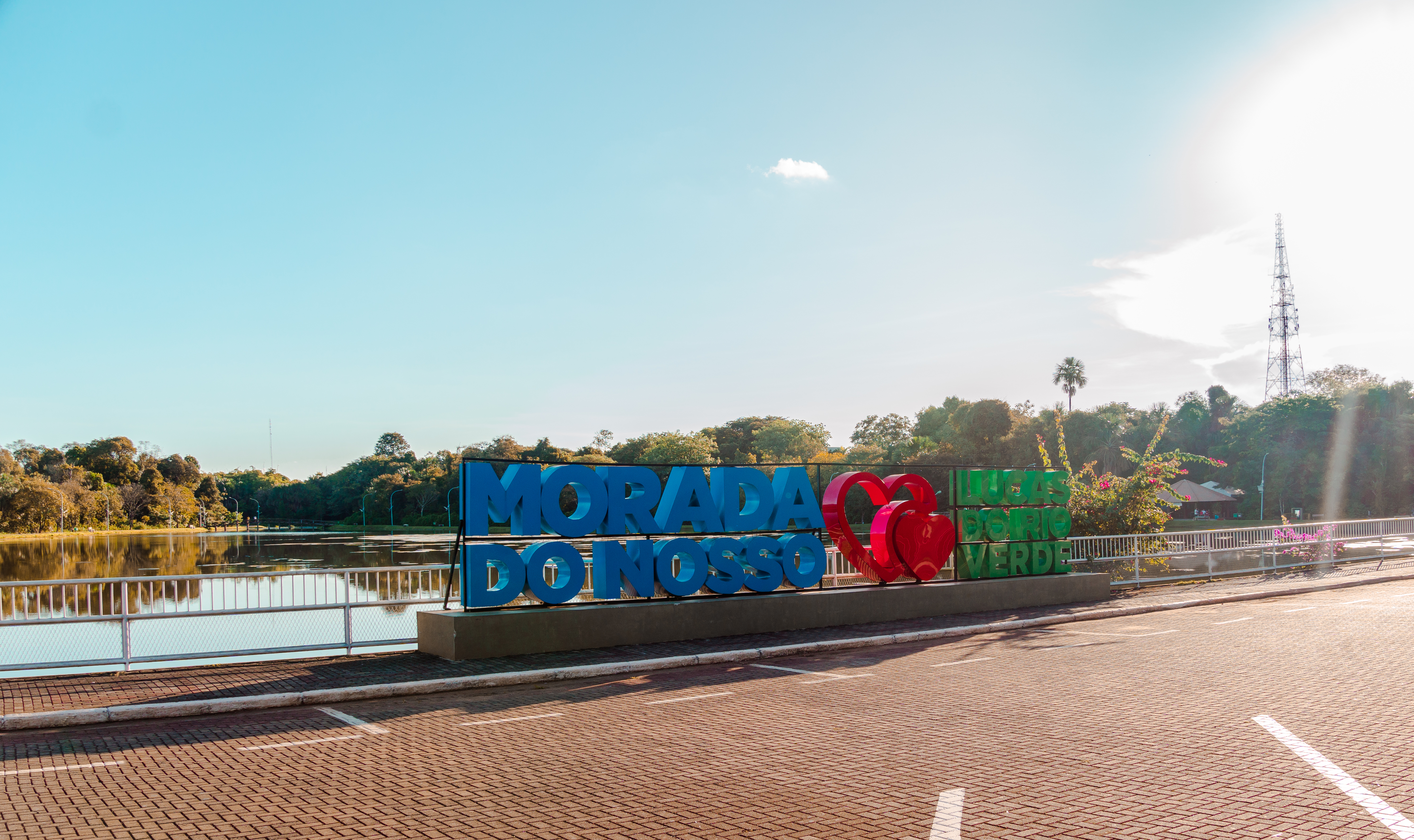
Monumento "Morada do Nosso Coração - Lucas do Rio Verde" em 2023

Assim como em grande parte do país, em Lucas do Rio Verde o esporte mais popular é o futebol. O principal clube da cidade é o Luverdense Esporte Clube, que foi fundado em 24 de janeiro de 2004. Manda seus jogos no Estádio Municipal Passo das Emas, fundado em 20 de março de 2004 e que hoje conta com capacidade de até 10.000 pessoas. Entretanto o recorde de público foi na partida entre Luverdense 1 x 0 Corinthians, sendo esse o primeiro jogo realizado com transmissão nacional em cadeia aberta, pela Rede Globo, com público aproximado de 10.200 pessoas, nas oitavas de final da Copa do Brasil de 2013.

### Feriados
Além dos feriados nacionais 1º de janeiro (Confraternização Universal), 21 de abril (Tiradentes), 1º de maio (Dia do Trabalho), 7 de setembro (Independência do Brasil), 12 de outubro (Nossa Senhora Aparecida), 2 de novembro (Finados), 15 de novembro (Proclamação da República) e 25 de dezembro (Natal) e estadual 20 de novembro (Consciência Negra), Lucas do Rio Verde celebra feriados municipais nos dias 13 de maio (Nossa Senhora do Rosário de Fátima, padroeira) e 5 de agosto (fundação da cidade). Ao contrário do que muitos pensam, o dia do aniversário da emancipação política, 4 de julho, não é considerado como feriado, sendo apenas uma data comemorativa.

## Últimos prefeitos eleitos
| Ano  | Prefeito         | Partido   | Votos  | %      | Ref     |
| ---- | ---------------- | --------- | ------ | ------ | ------- |
| 2004 | Marino Franz     | PPS       | 7.841  | 60,83  | [ 139 ] |
| 2008 | Marino Franz     | PPS       | 11.819 | 73,11  | [ 140 ] |
| 2012 | Otaviano Pivetta | PDT       | 13.587 | 54,57  | [ 141 ] |
| 2016 | Binotti          | PSD       | 14.408 | 100,00 | [ 142 ] |
| 2020 | Miguel Vaz       | CIDADANIA | 18.283 | 58,37  | [ 143 ] |